# Студійський устав
Студійський статут — набір правил та вказівок, що визначає порядок служб та регламентує використання основних богослужбових книг у візантійській літургійній традиції. Своїм походженням устав зобов'язаний преподобному Феодорі Студиту († 826), настоятелю Студійського монастиря.

## Історія
Після смерті преподобного Феодора його устав був коротко записаний невідомою особою, в проміжок між половиною IX і половиною Х століття. До уставу Афанасія Афонського († 980 р.) студійський статут увійшов в переробленому та доповненому вигляді.
У половині XI століття з'являється повний запис Студійского статуту, відомий під ім'ям уставу патріарха Алексія; але він був написаний не для Студійського, а для Успенського монастиря, заснованого цим патріархом поблизу Константинополя. Устав патріарха Алексія не дійшов до нас в оригіналі, але зберігся в кількох пізніших слов'янських списках. Найдавніші з них — синодальний список XII століття, друкарської бібліотеки — того ж часу, і Сибірської духовної академії — XIII століття. Для свого уставу Алексій користувався крім студійських записів, правилами древніх засновників чернечого життя, звичаями церкви, порядками служби та побуту інших монастирів, особливо Студійського. З уставу патріарха Алексія були зроблені списки для інших монастирів, так чи інакше застосовані до місцевих умов. З Константинополя Студійський устав перейшов на Афон і до Південної Італії. У італо-грецьких областях його дія тривала до витіснення звідти грецького обряду та заміни його латинським.
В Руській православній церкві Студійський статут був введений преподобним Феодосієм Печерським близько 1070 року в Києво-Печерської лаврі, звідки він поширився і в інші монастирі, з деякими змінами, що йдуть, ймовірно, від самого преподобного Феодосія.
Студійський устав зберігався в Київській митрополії до половини XIV століття, коли починає поступатися Єрусалимському, але по місцях залишався в силі набагато довше, як показують списки його, що належать до кінця XIV і XV століття. У деяких руських монастирях він діяв до XVIII століття. За свідченням патріарха Нектарія, на Синаї він вживався в XVII столітті.
В Українській греко-католицькій церкві Студійський статут було відроджено в кінці XIX століття на противагу панівним у той час латинізаторським тенденціям василіян. За даними на 2015 рік студити-греко-католики нараховували 92 ченця і 8 монастирів в Україні, Італії та Канаді.

## Зміст уставу та його вжиток
Студійський статут відрізняється від інших монастирських уставів, у тому числі Єрусалимського, більш суворими правилами чернечого життя, ніж богослужбовими. Служба у Студійскому статуті коротша і не така урочиста, як у єрусалимському.
Яким чином регламентувалися богослужіння в цьому статуті? Збережені рукописи Часословів ХІІІ-XIV ст. свідчать, що добове богослужбове коло складалося з таких молитовних чинопослідувань: утрені молитви, утреня, перший, третій, шостий, дев’ятий часи, чин ізображальних, молитви перед обідом, вечірня, малий мефімон (відповідає першій частині великого повечір’я Єрусалимського уставу), великий мефімон (чин співу дванадцяти псалмів), полунощниця. У цілому, хоча ці богослужіння можуть за назвою відповідати сучасним богослужінням, змістовно вони мають деякі відмінності, які виявив у своєму фундаментальному дослідженні Михайло Скабалланович.
Важливим є те, які чини та як звершувалася Божественна літургія. Типові для Константинопольської Церкви чини літургій Іоанна Златоустого, Василя Великого та передосвячених Дарів, перейшли також до Церкви Київської Русі. Оскільки ці чини вже до того часу були цілком сформованими, то на Русі вони потерпіли не багато змін, які стосувалися лишень впливу місцевих особливостей, що відобразилося підчас проскомидії, порядку великого входу та причащання. 